# Provinciale weg 453
De provinciale weg 453 (N453) is een provinciale weg in de provincie Zuid-Holland. De weg vormt een verbinding tussen Waddinxveen en de N219 nabij de aansluiting met de A12. Vanaf dit punt zijn de A12, Moerkapelle, Zevenhuizen en de A20 te bereiken.
De weg is uitgevoerd als tweestrooks-gebiedsontsluitingsweg met een maximumsnelheid van 80 km/h. De weg draagt de straatnamen Beijerincklaan en Bredeweg. De provincie Zuid-Holland is verantwoordelijk voor het beheer van het weggedeelte buiten de bebouwde kom. Binnen de bebouwde kom van Waddinxveen wordt de weg beheerd door de gelijknamige gemeente. Per 31 december 2014 is de N453 gedeeltelijk overgedragen aan de gemeente Waddinxveen, omdat een gedeelte van de weg door de aanleg van de nieuwbouwwijk 'De Triangel' in Waddinxveen binnen de bebouwde kom is komen te liggen. Hiermee is de bovenregionale functie van de weg komen te vervallen.

## Aansluiting op de A12
Op 31 maart 2010 is de nieuwe aansluiting Zevenhuizen-Waddinxveen aan de A12 volledig geopend. De N453 is via een nieuw traject verbonden aan de N219 die vervolgens naar de aansluiting loopt.